# Вяйке-Валмас
Вя́йке-Ва́лмас (ест. Väike-Valmas) — природне озеро в Естонії, у волості Ляене-Сааре повіту Сааремаа.

## Розташування
Вяйке-Валмас належить до Західно-острівного суббасейну Західноестонського басейну.
Озеро лежить поблизу села Кууснимме. Вяйке-Валмас з'єднане протокою з більшим за розміром озером Суур-Валмас.
Акваторія водойми входить до складу національного парку  Вільсанді.

## Опис
Загальна площа озера становить 1,3 га. Довжина берегової лінії — 591 м.